# خطوط أتلانتيك ساوث إيست الجوية الرحلة 529
خطوط أتلانتيك ساوث إيست الجوية الرحلة 529 طائرة إمبراير اي إم بي 120RT برازيليا ‏ كانت تحمل علي متنها 26 راكبا و3 من أفراد الطاقم في رحلة طيران من أتلانتا إلي غولفبورت في 21 أغسطس 1995 بقيادة الكابتن إد غاناواي البالغ من العمر 45 عاما عمل مع الشركة لمدة 7 سنوات و5 أشهر و17 يوما والمساعد أول مات وارميردام البالغ من العمر 28 عاما عمل مع الشركة لمدة 4 أشهر و17 يوما والمضيفة الجوية روبن فيك البالغة من العمر 37 عاما عملت مع الشركة لمدة سنتين ونصف ومعظم الركاب كانوا ماري جان أدير وديفيد ماكوركيل وتشاك فيسترير.

## الحادثة
بعد الإقلاع بثلث ساعة و25 ثانية أنفصل المروحة من مكانه الطبيعي بسبب تآكل معدني لنصل الدافع للمحرك الأيسر بسبب ترسبات الكلور مما أدي إلي انحراف الطائرة لليسار وقد كافح الكابتن إد غاناواي والمساعد أول مات وارميردام قوي الجاذبية وقوي الهواء الأيروديناميكية خلال الطيران لمدة 9 دقائق و20 ثانية وحاولوا الهبوط في مطار غرب جورجيا المحلي بمدينة كارولتون.

## التحطم
أصطدمت الطائرة بمنطقة عشبية بسرعة 220 كم/س لجهة اليسار وأنفصل الذيل والجناح الأيسر وسارت في أراضي الغابة وأنقلبت لليسار ولكنها عادت لمستوي الجناحين ثم أصطدمت بتلة وطارت فوق أراضي المزارع بعدة بإمتار وأصطدمت مقدمة الطائرة وأنقسمت الطائرة لنصفين وأثناء انقسام الطائرة تدحرجت زواية الطائرة إلي 180 درجة لليسار وكانت الطائرة تحطمت في الباحة الخلفية لمزرعة المزراع بيلي جيتر (1930-2005) ببلدة بورويل بمقاطعة كارول علي بعد 13 كم (8.1 أميال) غربي كارولتون بولاية جورجيا.

## لحظات الطائرة الأخيرة
رأت بولونا جيتر (1937-2006) زوجة بيلي جيتر (1930-2005) والمزراعون هبوط الطائرة وكانت قد صورت كاميرتي فيديو الأولي كانت تصور إقلاع الطائرة الأخيرة بكاميرا فيديو لأحد المسافرين في قاعة المطار والثاني صور حريق الطائرة والدخان بكاميرا فيديو من وراء زجاج سيارة شرطة ولاية جورجيا.

## مساعدة المساعد أول مات وارميردام
كان الراكب ديفيد ماكوركيل يصنع شق كبيرا بزجاج قمرة القيادة ليخرج المساعد أول مات وارميردام من الطائرة ولكن الفأس قد أقتلع من مكانه وأخذ الشرطي جاي بوبي الفأس من الراكب ديفيد ماكوركيل لتحطيم زجاج قمرة القيادة وأخرج رئيس فرقة الإطفاء السابق ستيف تشادويك المساعد أول مات وارميردام من قمرة القيادة وتمكنت المسعفة جوان كراوفورد خلال الطريق للمستشفى من إسعاف المساعد أول مات وارميردام.

## الوفيات والناجون الجرحي
كان قد مات 10 أشخاص من بينهم الكابتن إد غاناواي بسبب الحريق واستنشاق الدخان ومات 6 ركاب في المستشفى وماتت ماري جان أدير بنوبة قلبية في 14 أكتوبر 1995 بعد شهر و24 يوما (7 أسابيع و5 أيام) من الحادثة وبعد 4 أشهر من الحادث مات راكبان بسبب الإصابات ونجا 19 شخصا معظمهم بجراح خطرة والبقية بجراح طفيفة من بينهم المساعد أول مات وارميردام والراكبان تشاك فيسترير وديفيد ماكوركيل والمضيفة الجوية روبن فيك.

## معالجة الركاب وتشريح جثة الطيار
عالج 28 من الركاب والطاقم الجرحي من قبل 7 أطباء في مستشفيات ولاية جورجيا من بينهم الطبيب الدكتور بوبي ميتشل الذي كان يعمل في مستشفي كارولتون المحلية والذي كان مسؤولا عن معالجة 4 أشخاص من بينهم المضيفة الجوية روبن فيك وفي ليلة يوم الحادثة كان الدكتور بوبي ميتشل يقوم بتشريح جثة الكابتن إد غاناواي وأمسك بيديه وقال بأنه بطل ولم يستسلم أبدآ.

## خطوط أتلانتيك ساوث إيست الجوية الرحلة 2311

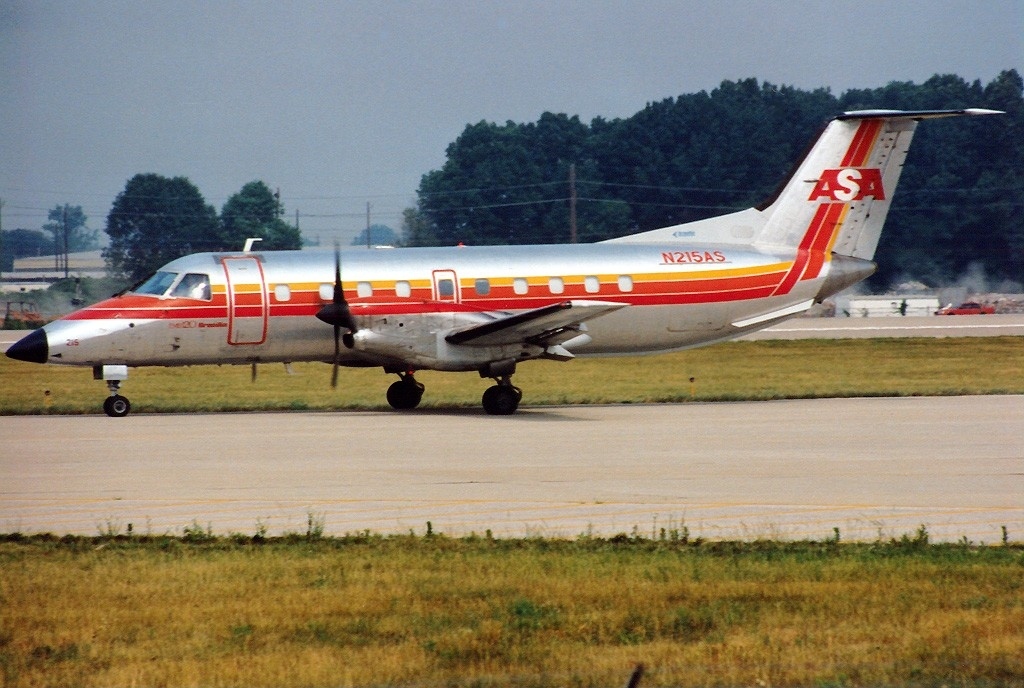
الطائرة المنكوبة نفسها في مطار لويفيل الدولي بمدينة لويفيل في 17 يونيو 1990 (تقريبا قبل 9 أشهر و19 يوما من الحادثة)

5 أبريل 1991:طائرة خطوط أتلانتيك ساوث إيست الجوية الرحلة 2311 من طراز إمبراير اي إم بي 120RT برازيليا (رقم التسجيل :N270AS) كانت تحمل علي متنها 20 راكبا و3 من أفراد الطاقم في رحلة طيران من مطار هارتسفيلد جاكسون الدولي بمدينة أتلانتا إلي مطار برونزويك جولدن أسليس بمدينة برونزويك وتحطمت علي بعد 3 كيلومترات (1.9 أميال) غربي مطار برونزويك جولدن أسليس بمدينة برونزويك بسبب عطل بنصل الدافع للمحرك الأيسر بسبب خلل بتآكل مسمار وحدة التحكم بمروحة المحرك الأيسر مما إدي إلي انحراف شفرات المرواح بشكل مسطح مما إدي إلي فقدان السيطرة علي الطائرة وهبطت بسرعة عمودية لليسار تبلغ 220 كم/س ومات الكابتن مارك فرايدلاني البالغ من العمر 34 عاما والمساعد أول هانك جونستون البالغ من العمر 36 عاما والمضيفة الجوية سيندي كرابتري البالغة من العمر 30 عاما وجميع الركاب البالغ عددهم 20 راكبا من بينهم رائد الفضاء الأمريكي سوني كارتر البالغ من العمر 43 عاما وسيناتور مجلس الشيوخ الأمريكي بولاية تكساس السابق جون تاور البالغ من العمر 65 عاما وأبنته ماريان تاور البالغة من العمر 35 عاما والرئيس المنتخب للكلية الأمريكية للأطباء الدكتور نيكولاس إي. ديفيز البالغ من العمر 65 عاما وضابط الأرتباط العسكرية للناتو الدكتور جون تاونسيند أملي البالغ من العمر 65 عاما ولاعب الغولف المحترف ديفيس لوف الأب البالغ من العمر 65 عاما والطفلين بريان بيردسونغ البالغ من العمر 9 سنوات ولورا بيردسونغ البالغة من العمر 6 سنوات.